# Theodor Kaftan
Theodor Christian Heinrich Kaftan, född den 18 mars 1847 nära Åbenrå, död den 26 november 1932 i Baden-Baden, var en tysk protestantisk teolog och präst. Han var bror till Julius Kaftan.
Kaftan var 1886–1917 generalsuperintendent i Schleswig. Ett av Kaftan i de båda arbetena Moderne Theologie des alten Glaubens (1905; 2:a upplagan 1906) och Zur Verständigung über moderne Theologie des alten Glaubens (1909) utvecklat program till en på "den gamla trons" grund byggande, men med alltigenom "moderna" metoder arbetande teologi  väckte mycken uppmärksamhet och framkallade livliga debatter. Bland hans tidigare skrifter kan nämnas Auslegung des lutherischen Katechismus (1892; 4:e upplagan 1906), Der christliche Glaube im geistigen Leben der Gegenwart (1896; 4:e upplagann 1904) och Vier Kapitel von der Landeskirche (1903; 2:a upplagan 1907).